# 교토 서우편국

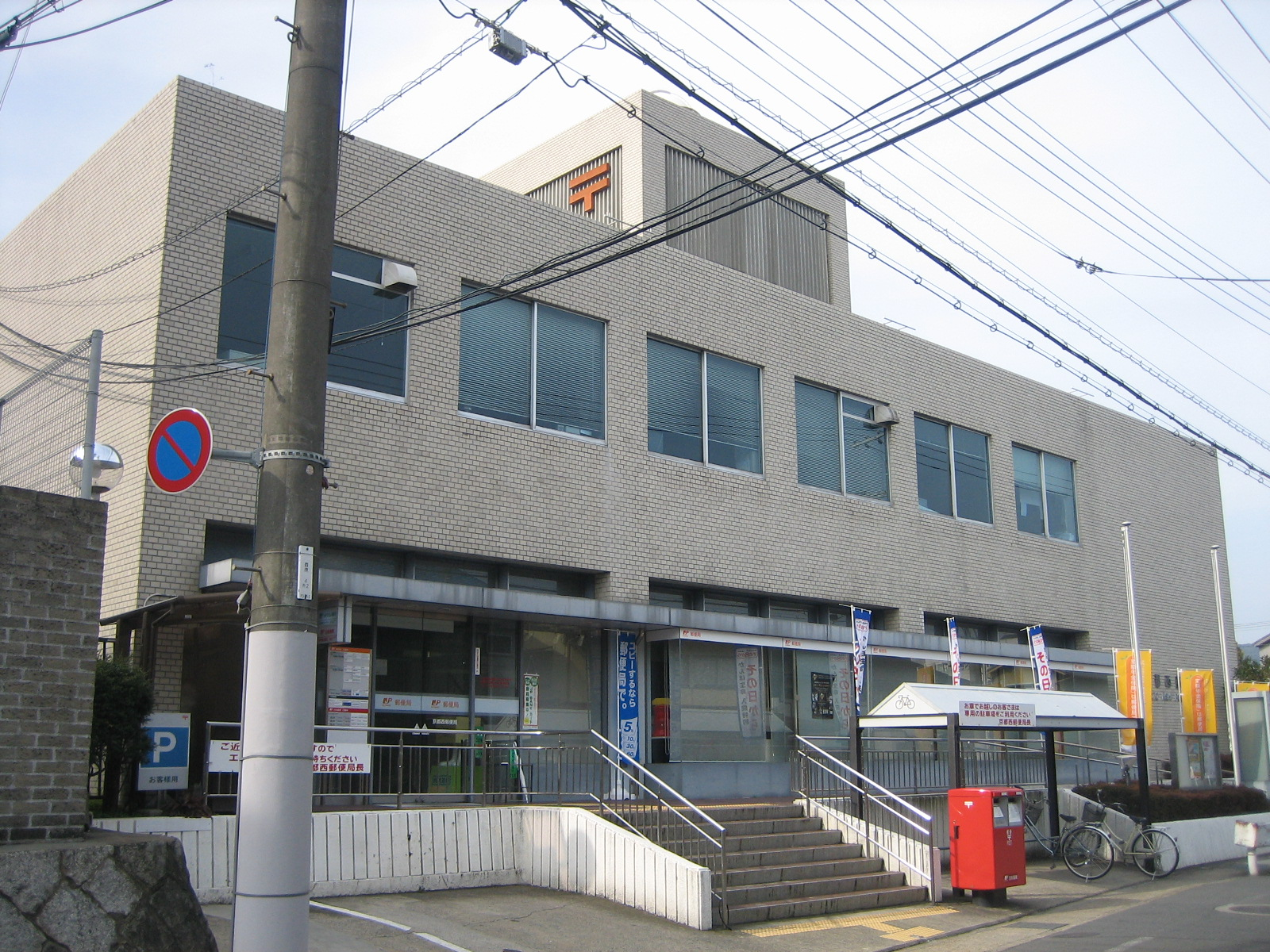
교토 서우편국

교토 서우편국(일본어: 京都西郵便局 교토니시유빈쿄쿠[*])는 교토부 교토시 우쿄구에 위치한 우체국이다.